# Gandara
Pour les articles homonymes, voir Gândara.
Gandara est une municipalité de la province du Samar, aux Philippines.
Sa population est de 50 423 habitants au recensement de 2010 sur une superficie de 573 km2, subdivisée en 69 barangays.
Elle tire son nom d'un ancien gouverneur général des Philippines du temps de la domination espagnole.

## Source
- (en) Cet article est partiellement ou en totalité issu de l’article de Wikipédia en anglais intitulé « Gandara, Samar » (voir la liste des auteurs).